# Anadoluhisarı (wijk)
Anadoluhisarı (Turks voor Anatolisch kasteel), is een Istanbulse wijk aan de Bosporus in Istanboel, Turkije. Het is vernoemd naar het kasteel Anadoluhisarı die er aan het eind van de 14e eeuw werd gebouwd. 

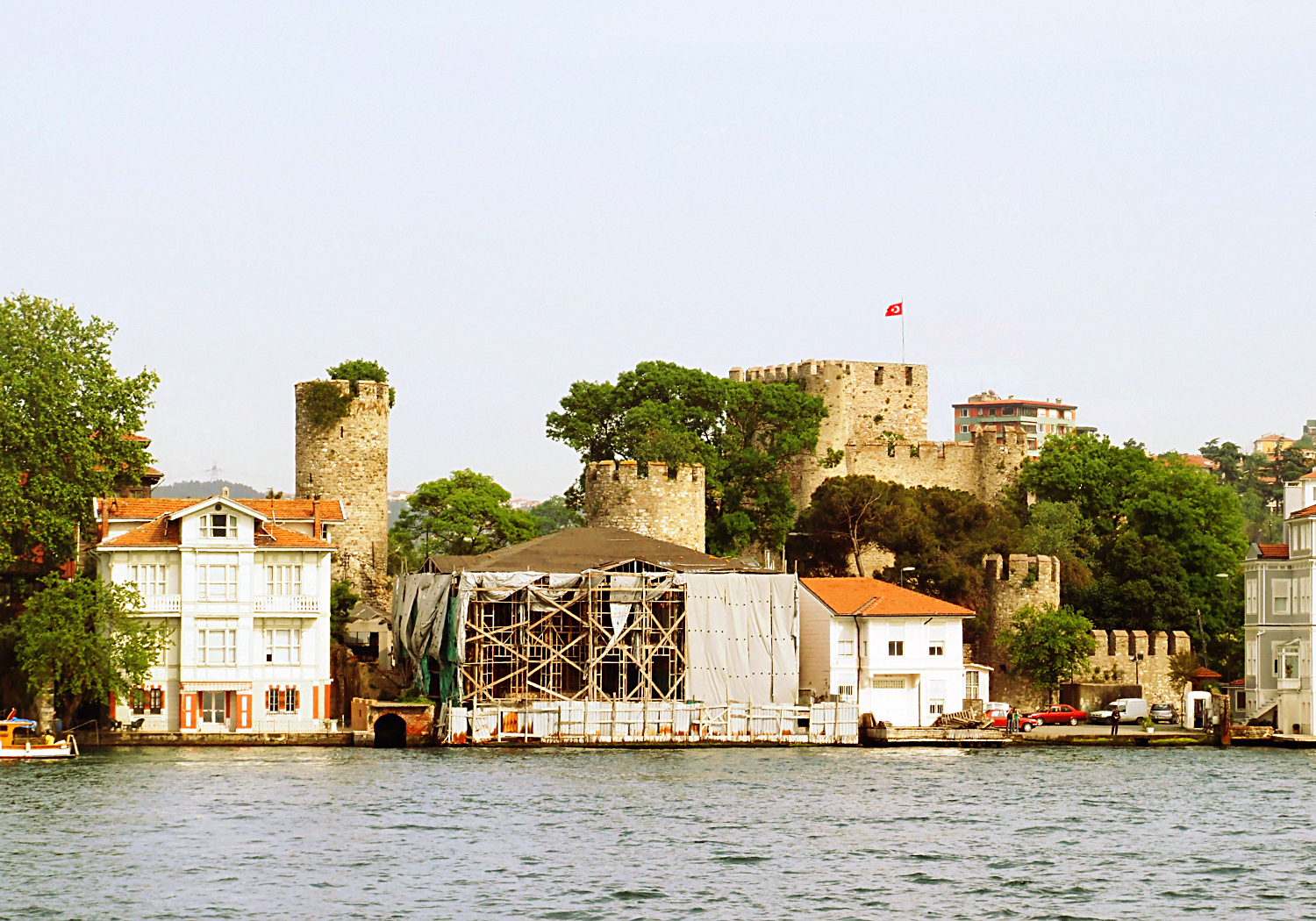
Anadoluhisarı vanaf de Bosporus

Ergens tussen de 15e en 17e eeuw werd ten zuiden van het kasteel een openluchtmoskee gebouwd. Voorts verscheen rond het kasteel in de loop van de eeuwen pakhuizen en een dorpje, dat uiteindelijk uitgroeide tot een wijk. Tussen 1991 en 1993 zijn het kasteel en enkele omliggende bouwwerken gerestaureerd. 
Het water met kleine haven dat langs de burcht ligt biedt een pittoreske aanblik, die in veel Turkse soaps terug te zien is. Vlak ten westen van het fort ligt het Kucuksu jachtpaleis, vanwaar de sultan direct de bossen in kon. De oostelijke voet van de Fatih Sultan Mehmetbrug ligt net ten noorden van de burcht. 